# Distretto di Draâ Ben Khedda
Il distretto di Draâ Ben Khedda è un distretto della provincia di Tizi Ouzou, in Algeria.

## Comuni
Il distretto di Draâ Ben Khedda comprende 4 comuni:
- Draâ Ben Khedda
- Sidi Naâmane
- Tadmaït
- Tirmitine